# Ekachi Epilka
Ekachi Epilka Inc. (株式会社エカチエピルカ, Kabushiki gaisha Ekachi Epiruka) est un studio d'animation japonaise situé dans l'arrondissement de Chūō-ku à Sapporo, au Japon, fondé en mars 2017.

## Productions

### Séries télévisées
| Année | Titre               | Dates de 1re diffusion | Dates de 1re diffusion | Nb. éps. | Notes                                                               |
| Année | Titre               | Début                  | Fin                    | Nb. éps. | Notes                                                               |
| ----- | ------------------- | ---------------------- | ---------------------- | -------- | ------------------------------------------------------------------- |
| 2018  | Fumikiri jikan (ja) | 10 avril 2018          | 26 juin 2018           | 12       | Basée sur le jeu d'arcade de cartes à collectionner de Square Enix. |
| 2019  | Maō-sama, Retry!    | 4 juillet 2019         | 19 septembre 2019      | 12       | Basée sur la série de light novel écrite par Kurone Kanzaki.        |